# Pro Football Focus
Pro Football Focus är en amerikansk organisation som analyserar amerikansk fotboll. Pro Football Focus graderar spelares prestationer under varje spel för att sedan kunna sammanställa hur de har presterat över en match eller en hel säsong. Med hjälp av en skala 1-100 visar de sedan allmänheten hur de anser att spelarna har presterat utifrån deras olika kriterier. Pro Football Focus graderar spelare i både college och NFL.

## Utmärkelser
Förutom att gradera spelares prestationer under säsongen delar organisationen även ut pris till de spelare som på något sätt utmärkt sig under säsongen. 
Deras olika utmärkelser är (på professionell nivå):
| Pris                          | Anledning                 | Utgivet sedan | Ref    |
| ----------------------------- | ------------------------- | ------------- | ------ |
| Dwight Stephenson Award       | Bästa spelare             | 2012          | [ 2 ]  |
| Best Passer                   | Bästa passer              |               | [ 3 ]  |
| Best Runner                   | Bästa runner              |               | [ 3 ]  |
| Don Hutson Award              | Bästa receiver            | 2015          | [ 4 ]  |
| Bruce Matthews Award          | Bästa offensive lineman   | 2013          | [ 5 ]  |
| Best Offensive Line           | Bästa offensive line      |               | [ 6 ]  |
| Anthony Muñoz Award           | Bästa pass protector      |               | [ 7 ]  |
| John Hannah Award             | Bästa run blocker         | 2015          | [ 8 ]  |
| Reggie White Award            | Bästa pass rusher         | 2015          | [ 9 ]  |
| Ted Washington Award          | Bästa run defender        | 2015          | [ 10 ] |
| Dick "Night Train" Lane Award | Bästa coverage defender   | 2015          | [ 11 ] |
| Offensive Player of the Year  | Bästa offensiva spelare   |               | [ 7 ]  |
| Defensive Player of the Year  | Bästa defensiva spelare   |               | [ 7 ]  |
| Comeback Player of the Year   | Bästa comeback            |               | [ 7 ]  |
| Offensive Rookie of the Year  | Bästa offensiva rookie    |               | [ 7 ]  |
| Defensive Rookie of the Year  | Bästa defensiva rookie    |               | [ 7 ]  |
| Breakout Player               | Bästa breakout player     |               | [ 7 ]  |
| Most Improved Player          | Mest förbättrade spelaren |               | [ 7 ]  |